# Emma McLaughlin
Emma Lanier McLaughlin (ur. 7 lutego 1974 w Elmira, Nowy Jork) – amerykańska pisarka.

## Życie prywatne
McLaughlin ukończyła studia na Uniwersytecie Nowojorskim – studia indywidualne w szkole Gallatina. Poznała tam Nicolę Kraus, podczas gdy obie pracowały jako opiekunki dla dzieci.

## Kariera
Ich pierwsza powieść The Nanny Diaries  (pol. Niania w Nowym Jorku), opowieść o 20-kilkuletniej nowojorskiej niani, osiągnęła pierwsze miejsce na liście bestsellerów „New York Timesa” w 2002 roku. W 2007 roku nakręcono na podstawie powieści film.

## Publikacje (wszystkie wspólnie z Nicolą Kraus)
- The Nanny Diaries (2002) – Niania w Nowym Jorku (2002)
- Citizen Girl (2004) – Pracująca dziewczyna (2004)
- Dedication (2007) – Dedykacja (2007)
- The Real Real (2009) – The Real Real (2009)
- Nanny Returns (2009) – Powrót niani (2009)
- The First Affair (2013) – Prezydencki romans (2015, D.W. REBIS, tłum. Mirosław P. Jabłoński)